# Visconde de São Joaquim
Visconde de São Joaquim é um título nobiliárquico criado por D. Luís I de Portugal, por Decreto de 22 de Março de 1881, em favor de Joaquim Lopes Lebre, antes 1.° Barão de São Joaquim e depois 1.° Conde de São Joaquim.
Titulares
1. Joaquim Lopes Lebre, 1.º Barão, 1.° Visconde e 1.° Conde de São Joaquim.